# Barbatula erdali
Barbatula erdali är en fiskart som beskrevs av Erk'akan, Nalbant och Özeren 2007. Barbatula erdali ingår i släktet Barbatula och familjen grönlingsfiskar. Inga underarter finns listade.